# Tomb Raider: Legend

Coperta jcoului Tomb Raider: Legenda.

Lara Croft Tomb Raider: Legend (în traducere Lara Croft Jefuitoare de Morminte: Legendă) este al 7-lea joc din seria Tomb Raider. Este publicat de Eidos Interactive și este primul joc din serie care nu este mai este in posesie firmei de origine englezească Eidos, în momentul de față jocul fiind dezvoltat de către firma americană Crystal Dynamics.
Lara și niște forțe corupte sunt din nou în cautarea sabiei Excalibur.
Cand era mica, Lara si-a pierdut mama printr-un portal deschis cu sabia Excalibur in Nepal.
Acum ea dorește să găsească parțile sabiei și să afle ce sa întâmplat cu mama ei.
Sabia a fost împărțită în 4 bucăți pentru a păstra secretul portalului plus o cheie cu care să unesca bucațile.
Jocul se concentrează de asemenea și asupra poveștii Amandei. Amanda a fost, în trecut, cea mai bună prietenă a Larei până într-o zi, când cele două și alți prieteni de drum s-au hotărât să pătrundă într-o mină secretă unde au descoperit un monstru care lua viața oamenilor ce se aflau acolo. Amanda și Lara reușesc să oprească monstrul, dar mina începe să se inunde și Lara nu mai reușește să o salveze pe Amanda de la înec. După mulți ani de la acel accident tragic, Lara descoperă că Amanda supraviețuise și se întoarce în locul unde a avut loc accidentul. Amanda dorea acum să se răzbune pe Lara pentru că a lăsat-o acolo să moară, și lucrează împreună cu Rutland pentru a găsi părțile sabiei înaintea Larei.
Lara va vizita:
- Bolivia, Peru, Japonia, Ghana, Kazahstan, Anglia, Nepal și Bolivia Redux.

Tomb Raider: Legenda reînvie spiritul atletic, inteligent și antrenant al aventurierei care a cucerit mințile și inimile jucătorilor de pe întreg globul.
Lara reînvie cu noi expresii, mișcări și abilități. Posedă un arsenal întreg de echipament modern, cum ar fi echipamente de cățărat, binoclu, grenade, sistem personal de iluminare și de comunicare. Le oferă jucătorilor șansa să experimenteze jocul într-un mod cum nu au mai facut-o pâna acum.
Core Design, producatorul primelor șase jocuri Tomb Raider, a fost preluat de Eidos. Creatorul Larei, Toby Gard, lucrează din nou pentru Tomb Raider împreună cu Crystal Dynamics, el părăsind echipa Core Design după primul joc, deoarece ei doreau să promoveze o imagine vulgară a Larei, Toby nefiind de acord cu această politică. Tomb Raider: Legend al VII-lea joc din seria Tomb Raider, a fost produs de altă companie decât cea care a produs primele 6 jocuri. Tomb Raider a fost cumpărat de Crystal Dynamics (aceștia sunt și producatorii seriei Legacy of Kain) deoarece Angel of Darkness a deviat de la imaginea clasică a jocului Tomb Raider aducând profituri mici. Jocul a fost lansat pe PC, XBOX și PlayStation pe data de 7 aprilie în Europa și pe data de 11 aprilie în SUA.
Locurile unde se desfășoară acțiunea jocului:
- Tiwanaku (Bolivia)
- Paraiso (Peru)
- Tokio (Japonia)
- Ghana (Africa)
- Kazahstan
- Cornwall (Anglia)
- Himalaya (Nepal)
- Conacul familiei Croft (Anglia) - nivel de antrenamenteâ